# NGC 6662
NGC 6662 је спирална галаксија у сазвежђу Лира која се налази на NGC листи објеката дубоког неба.
Деклинација објекта је + 32° 3' 53" а ректасцензија 18h 34m 11,2s. Привидна величина (магнитуда) објекта NGC 6662 износи 14,0 а фотографска магнитуда 14,8. NGC 6662 је још познат и под ознакама UGC 11280, MCG 5-44-3, CGCG 173-7, IRAS 18323+3201, PGC 62059.